# Brillante sobre el mic
Brillante sobre el Mic, também popularmente conhecida como "Recuerdo que no voy a olvidar", é uma das canções de maior sucesso e influência do rock argentino e de seu autor e cantor e compositor Fito Páez. É a penúltima música de El amor después del amor, sétimo álbum de estúdio do artista, e que foi lançado em 1992.
Em 2023, uma nova versão dessa música foi gravada para o álbum EADDA9223. Nela, Páez canta em duo com Ángela Aguilar. Foi escolhida como primeiro single de trabalho do álbum e teve um bom desempenho, figurando na 82ª posição da parada musical "Argentina Hot 100".

## Sobre a música
O tema, que sempre soa como um emblema de qualquer grupo de formaturas e despedidas de todos os tipos, é originalmente uma canção de amor. Essa música é inspirada na relação de Páez com a cantora Fabiana Cantilo, que foi sua parceira de gravação e parceira por seis anos. O significado do título é o mais marcante, já que Mic é a verdadeira abreviação de microfone, utilidade característica do cantor.

### Músicos
- Fito Páez: Voz e teclado.
- Tweety González: Órgão.
- Ulises Butrón: Guitarra principal.
- Guillermo Vadalá: Baixo elétrico.
- Daniel Colombres: Bateria.
- Fabiana Cantilo: Coros.
- Andrés Calamaro: Coros.
- Gabriel Carámbula: Guitarra base.

## Versões Cover
Vários artistas apresentaram sua versão do tema, entre eles:
- Javier Lara interpreta a música do álbum Homenaje a Fito Páez (2006).[5]
- Fabiana Cantilo, edita sua versão em seu décimo álbum, En la vereda del sol (2009).[6]

## Desempenho nas Paradas Musicais

### Semanais
| Canção                                                                     | Parada Musical (2023)         | Desempenho | Ref.  |
| -------------------------------------------------------------------------- | ----------------------------- | ---------- | ----- |
| Brillante sobre el Mic - Páez e Ángela Aguilar (versão do álbum EADDA9223) | Argentina Hot 100 (Billboard) | 82         | [ 3 ] |